# Кундуйское сельское поселение
Кундуйское сельское поселение  или Кундуйское муниципальное образование — муниципальное образование со статусом сельского поселения в
Куйтунском районе Иркутской области России.
Административный центр — Кундуй.

## Население
| 2010  | 2011  | 2012  | 2013  | 2014  | 2015  | 2016  |
| ----- | ----- | ----- | ----- | ----- | ----- | ----- |
| 1448  | ↘1441 | ↘1411 | ↗1414 | ↘1368 | ↘1349 | ↘1324 |
| 2017  |       |       |       |       |       |       |
| ↘1285 |       |       |       |       |       |       |

По результатам Всероссийской переписи населения 2010 года численность населения муниципального образования составила 1448 человек, в том числе 700 мужчин и 748 женщин.

## Населённые пункты
В состав муниципального образования входят населённые пункты:
- Кундуй
- Александро-Невская Станица
- Амур